# Palau d'Esports de Granollers
Palau d'Esports de Granollers er en indendørs sportsarena i Granollers, Catalonien, med plads til ca. 5.685 tilskuere til håndboldkampe. Arenaen er hjemmebane for det spanske håndboldhold BM Granollers.
Arenaen blev bygget i 1991, forud for Sommer-OL 1992 i Barcelona. Den blev også benyttet ved VM i herrehåndbold 2013 i gruppekampene. Arenaen blev igen benyttet ved VM i kvindehåndbold 2021.